# Едріан (Мічиган)
Едріан (англ. Adrian) — місто (англ. city) в США, в окрузі Ленаві штату Мічиган. Населення — 20 645 осіб (2020).

## Географія
Едріан розташований за координатами 41°53′56″ пн. ш. 84°2′41″ зх. д. / 41.89889° пн. ш. 84.04472° зх. д. (41.898780, -84.044829).  За даними Бюро перепису населення США в 2010 році місто мало площу 20,98 км², з яких 20,60 км² — суходіл та 0,38 км² — водойми.

## Демографія
Згідно з переписом 2010 року, у місті мешкали 21 133 особи в 7831 домогосподарстві у складі 4531 родини. Густота населення становила 1007 осіб/км².  Було 8977 помешкань (428/км²).
Расовий склад населення:
| - 84,1 % — білих - 4,4 % — чорних або афроамериканців - 0,9 % — азіатів - 0,6 % — корінних американців - 5,9 % — осіб інших рас |

До двох чи більше рас належало 4,0 %. Частка іспаномовних становила 18,8 % від усіх жителів.
За віковим діапазоном населення розподілялося таким чином: 23,0 % — особи молодші 18 років, 62,8 % — особи у віці 18—64 років, 14,2 % — особи у віці 65 років та старші. Медіана віку мешканця становила 32,5 року. На 100 осіб жіночої статі у місті припадало 91,4 чоловіків;  на 100 жінок у віці від 18 років та старших — 87,9 чоловіків також старших 18 років.
Середній дохід на одне домашнє господарство  становив 44 023 долари США (медіана — 31 805), а середній дохід на одну сім'ю — 53 931 долар (медіана — 41 071). Медіана доходів становила 40 058 доларів для чоловіків та 28 355 доларів для жінок. За межею бідності перебувало 29,6 % осіб, у тому числі 36,4 % дітей у віці до 18 років та 16,2 % осіб у віці 65 років та старших.
Цивільне працевлаштоване населення становило 8350 осіб. Основні галузі зайнятості: освіта, охорона здоров'я та соціальна допомога — 29,2 %, роздрібна торгівля — 15,1 %, виробництво — 14,5 %.